# Signed to the Streets 3
Signed to the Streets 3 è il terzo album in studio del rapper statunitense Lil Durk, pubblicato nel 2018.

## Tracce
1. Treacherous – 3:00
2. Don't Talk to Me (featuring Gunna) – 2:56
3. Spin the Block (featuring Future) – 4:22
4. Neighborhood Hero – 3:11
5. 100 Grand (featuring A Boogie wit da Hoodie & Ty Dolla $ign) – 2:39
6. Habit – 3:30
7. Skrubs – 4:21
8. Play With Us (featuring Kevin Gates) – 4:24
9. Preach – 2:38
10. India, Pt. 2 – 3:31
11. Spazz – 4:25
12. Home Body (featuring Gunna & TK Kravitz) – 3:23
13. Benihana – 2:41
14. I Know – 4:58
15. Astronomical – 2:16
16. Downfall (featuring Lil Baby & Young Dolph) – 4:26
17. Did for the Streets – 2:45
18. Is What It Is – 4:22
19. Way More – 4:33
20. Rockstar (featuring Lil Skies) – 2:39